# Agnes Gotter
Agnes Gotter (Agnes „Neß“ Erhardt, geboren als Agnes Gotts, in Offenburg bekannt als Gotter Neß, Gotter Nes; * 1573 in Offenburg; † 1654/1655), wegen Hexerei angeklagt, legte trotz Folter kein Geständnis ab und wurde freigelassen. Ihre Standhaftigkeit in der Folterkammer führte zur Einstellung der Hexenverfolgung in Offenburg.

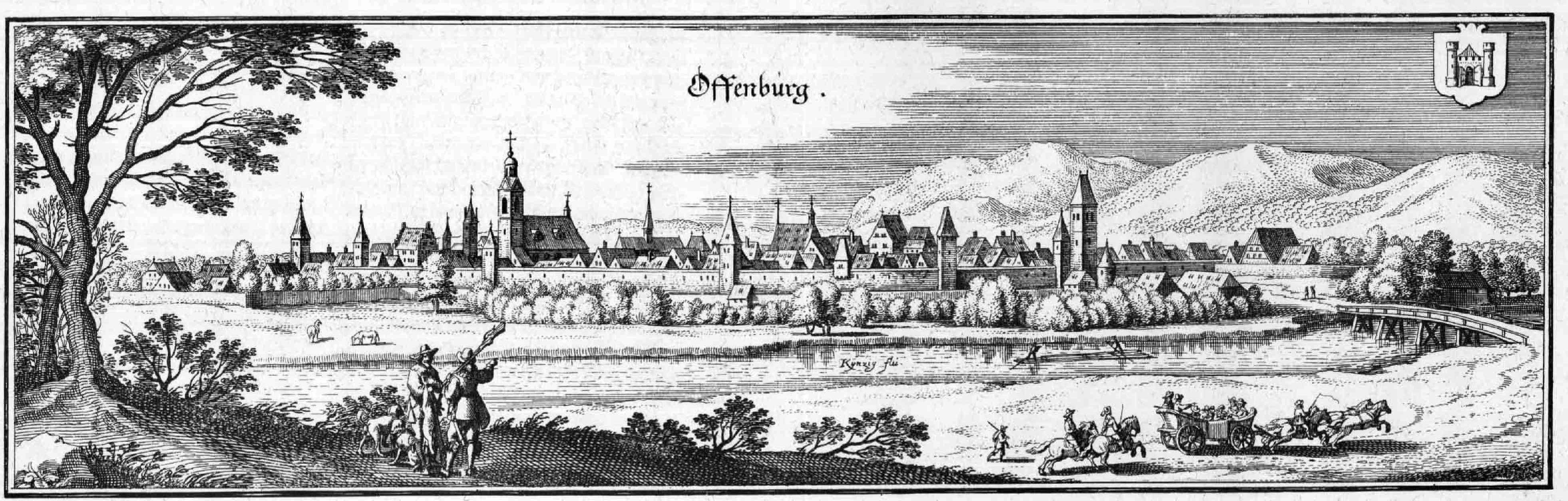
Kupferstich von Matthäus Merian

## Hexenprozesse in Offenburg
In Offenburg wurden 1586–1611 und 1627–1631 Hexenverfolgungen durchgeführt. 104 Frauen und Männer gerieten in Hexenprozesse, 89 Personen wurden hingerichtet, auch aus Familien von Ratsherren und Handwerkern. Besonders bekannt wurde das Schicksal von Agnes Gotter.

## Leben und Familie
Agnes Gotter wurde um 1573 in der Familie von Ulrich Gotts in der alten Spitalgasse geboren. Zwischen dem 11. November 1591 und 19. Januar 1592 heiratete Agnes Gotter den Offenburger Bäckermeister Hans Braun. Sie betrieben zusammen eine Bäckerei im eigenen Haus beim Käsemarkt. Sie bekamen vier Kinder: Anna, Hans, Ursula und Michael. 5 bis 7 Jahre nach der Hochzeit starb der Ehemann.
Die Witwe Agnes Braun heiratete am 15. Mai 1600 Balthasar Erhardt und brachte ihr Haus mit der Bäckerei in die Ehe. Das Paar besaß zudem eine Landwirtschaft mit Rebanbau. Balthasar Erhardt kaufte am 14. Mai 1602 ein Haus mit Scheune, Stall und Trotte im Steinweg. Aus der Ehe mit Balthasar Erhardt stammten drei Kinder: Georg, Rosina und Marie. Als ihr zweiter Ehemann 1616 starb, war Agnes Erhardt im Alter von 43 Jahren zum zweiten Mal Witwe. Ihre jüngste Tochter Marie war gerade acht Jahre alt.

## Hexenprozess gegen Agnes Erhardt

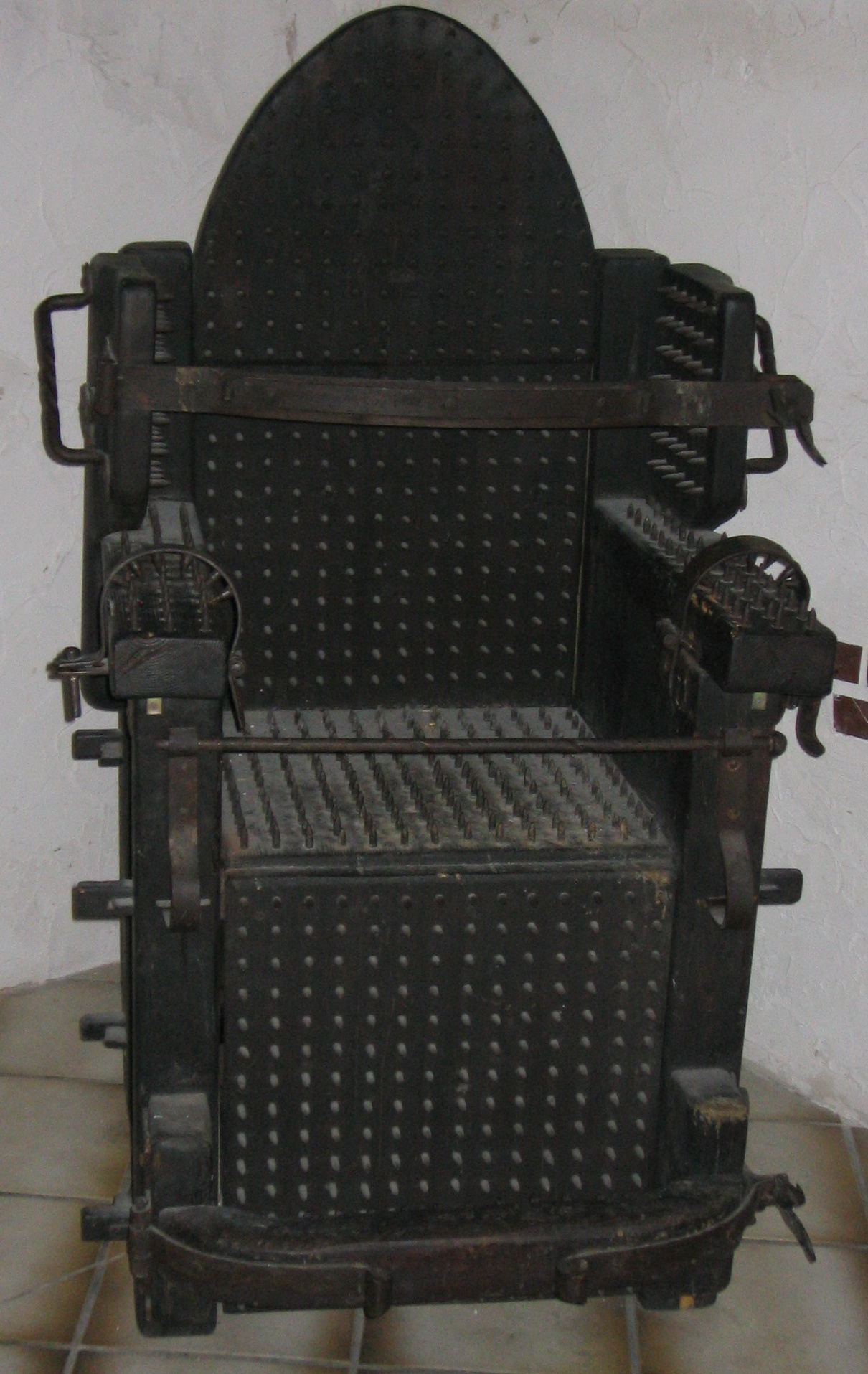
Hackerscher Folterstuhl

Agnes Erhardt wurde am 12. November 1629 unter dem Vorwurf der Hexerei gefangen genommen und eingesperrt.
Ihr Sohn Georg Erhardt war zu der Zeit bereits mit Ursula Ergersheimer verheiratet. Sie hatten drei Kinder: Jacob, Katharina und Margarethe und wohnten in einem eigenen Haus neben der Mutter. Als Wirt der „Pfalz“ war er in dieser Zeit auch für das Essen und Trinken der Wachsoldaten sowie der Gefangenen verantwortlich.
Agnes Erhardt überstand die Tortur, ohne ein Geständnis abzulegen. Zweimal war sie auf den sogenannten Hackerschen Stuhl gesetzt worden, einen mit Stacheln bestückten Metallstuhl, der erhitzt werden konnte. Dies war die schwerste Art der Folter, die in Offenburg angewandt wurde. Spätestens bei dieser dritten Stufe hatten alle bisherigen Beschuldigten gestanden. Dennoch konnte man von Agnes Erhardt kein Geständnis erfoltern. Der Offenburger Rat beschloss am 3. Dezember 1629, sie freizulassen und die Hexenprozesse bis Weihnachten auszusetzen.
Das Protokoll des Hexenprozesses vom 23. November 1629 lautet: „Erkannt, daß man sie solle nach Hause lassen und den Kirchherrn zu ihr ordnen.“ „Mit dem Hexenfang soll man einhalten bis Weihnachten nacher.“

## Hexenprozess gegen Tochter Marie Erhardt
Am 23. Januar 1630 wurden die 21-jährige Marie Erhardt, die jüngste Tochter von Agnes Erhardt, sowie Ursula Burck und die junge Magdalen Holdermann zum Tode verurteilt. Sie waren im Neuenturm am Nordtor eingesperrt. Die Frauen hatten fortwährend beteuert keine Hexen zu sein und wurden schließlich von dem damaligen Offenburger Stadtschreiber Marcellus Ruoff unterstützt. Sein Vortrag bei der Ratssitzung am 24. Januar führte zur Verschiebung der auf den 25. Januar angesetzten Hinrichtungen. Später wurden die Urteile ganz aufgehoben und alle drei am 4. Februar 1630 in Hausarrest entlassen.

## Lebensende
Die beiden Töchter Rosina und Marie Erhardt lebten bei ihrer Mutter in deren Haus. Nachdem Agnes Erhardt und ihre Tochter Marie aus der Haft in Hausarrest entlassen worden waren, pflegte Rosina die beiden Frauen. Marie war jahrelang sehr krank. Am 26. Juli 1638 glaubte man sogar, sie würde sterben. Ihre Mutter Agnes Erhardt hatte die Folterungen überlebt. Zehn Monate nach ihrer Entlassung am 16. Oktober 1630 verkaufte sie Ackerland und Reben. Sie dürfte bis 1654/55 gelebt haben, denn am 18. August erbten Rosina, Marie und die Kinder des verstorbenen Sohnes Georg zu je ein Drittel das Haus ihrer Mutter. Eine Sterbeeintragung im Kirchenbuch ist nicht zu finden. Der Erbfall weist darauf hin, dass Agnes Erhardt 80 Jahre alt geworden ist.
Die Schwestern Rosina und Marie blieben ledig. Die ältere Rosina starb am 14. Mai 1669 und Marie am 10. November 1670 im Alter von 62 Jahren.

## Lokale Rezeption
Zu Ehren der Frau, die man Gottes Nes nannte und die durch ihr tapferes Verhalten mithalf, dass die Hexenprozesse langsam eingestellt wurden, benannte der Stadtrat in Offenburg am 13. August 1951 eine neu entstandene Straße nach ihr: der „Gotter-Nes-Weg“.